# Ricardo Samper
Ricardo Samper Ibáñez (Valencia, 25 de agosto de 1881-Ginebra, 27 de octubre de 1938) fue un abogado y político republicano español, varias veces ministro durante el período de la Segunda República. Presidente del Gobierno entre abril y octubre de 1934.

## Biografía

### Orígenes y primeros años
Nació en Valencia el 25 de agosto de 1881. Realizó estudios de Derecho por la Universidad de Valencia, licenciándose en 1904. Se dedicaría a la abogacía en la capital valenciana. Seguidor del escritor Vicente Blasco Ibáñez, se inició en la política de la mano de este y llegó a militar en el blasquista Partido de Unión Republicana Autonomista (PURA). Fue elegido varias veces concejal en el Ayuntamiento de Valencia. En 1920 llegaría a ejercer como alcalde de Valencia.
Con posterioridad pasaría a las filas del Partido Republicano Radical de Alejandro Lerroux.

### Segunda República

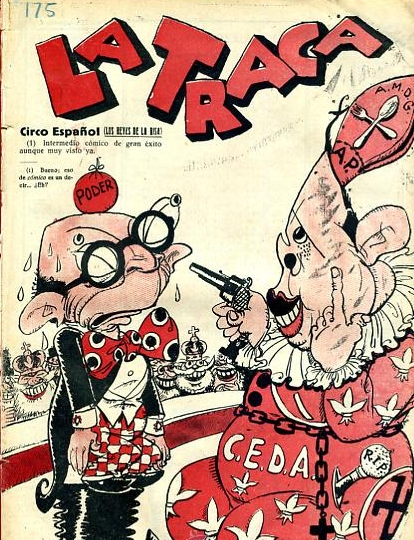
Caricatura del periódico satírico La Traca sobre la presión a la que se vio sometido el gobierno de Ricardo Samper (a la izquierda sudando ostentosamente y bajándose los pantalones) por el líder de la CEDA José María Gil Robles (a la derecha con una pistola en la mano, ceñido con un cíngulo de monje y tocado con una mitra que lleva las siglas A.M.D.G., lema de los jesuitas, y A.P., siglas de Acción Popular). El texto dice: "Circo Español (LOS REYES DE LA RISA). (1) Intermedio cómico de gran éxito aunque muy visto ya. (1) Bueno, eso de cómico es un decir... ¿Eh?". Al fondo monarcas coronados riéndose.

Tras la proclamación de la Segunda República, en las elecciones a Cortes Constituyentes de 1931 obtuvo acta de diputado por Valencia (provincia). En los comicios de 1933 volvería a revalidar su escaño, esta vez por la ciudad de Valencia.
En septiembre de 1933 entraría a formar parte del gobierno presidido por Lerroux ocupando la cartera de Trabajo y Previsión Social, puesto que desempeñaría apenas unas semanas, hasta el 8 de octubre. En diciembre de ese año sería designado ministro de Industria y Comercio. Se mantuvo en el cargo hasta que el 28 de abril de 1934 fue designado presidente del Consejo de Ministros tras la dimisión de Lerroux. 

#### Presidente del Gobierno
La dimisión de Lerroux estuvo motivada por la negativa inicial del presidente de la República, Niceto Alcalá Zamora, a firmar un decreto que amnistiaba a los condenados por su participación en el fallido golpe de Estado de 1932. 
El miércoles 2 de mayo de 1934 se votó en el Congreso de los Diputados una moción de confianza al nuevo gobierno de Samper, que obtuvo 217 votos a favor y 47 en contra. Los socialistas no participaron en la votación. Ricardo Samper, en su discurso, expuso brevemente su programa: 

Soy enemigo de los programas, porque la mayor parte de las veces no se cumplen. Nos basta con reproducir la declaración ministerial que hizo el señor Lerroux. Mi modestia, ante la magnitud del cargo, me abruma. Todos conocéis mis ideas. Rindo culto a Blasco Ibáñez, Costa y Pi y Margall. Mis procedimientos son moderados. Me inspiro en la justicia, en la laboriosidad y en la dignidad para mantener el prestigio del poder, procurando en todo momento cumplir con el deber.
 Ricardo Samper. 

Durante su etapa como jefe del gobierno debió lidiar con un serio conflicto político que había provocado la Generalidad de Cataluña con la aprobación de una ley de cultivos que fue declarada inconstitucional; a pesar de ello, las autoridades regionales volvieron a aprobar una ley idéntica. Otro conflicto estallaría con las provincias vascongadas ante el intento del gobierno central por modificar el régimen fiscal específico que tenía el comercio del vino en el País Vasco —lo que fue considerado como una violación del Concierto Económico—. Samper terminaría dimitiendo el 4 de octubre de 1934 tras perder el apoyo de la CEDA.
En el gobierno que le sucedió ese mismo día, presidido nuevamente por Lerroux, Samper fue designado Ministro de Estado. La entrada en el gabinete de varios ministros pertenecientese a la CEDA fue ampliamente rechazado por las izquierdas y provocó un estallido revolucionario que tuvo su epicentro en Asturias. Samper dimitiría el 16 de noviembre, después de que la CEDA acusara a este —y al ministro de la Guerra, el también radical Diego Hidalgo— de irresponsabilidad y de no haber sabido prevenir los hechos revolucionarios. Le sustituyó, con carácter interino, el radical Juan José Rocha García.
Tras el estallido de la Guerra civil, en julio de 1936, Samper abandonó España y se instaló en Suiza.
Falleció en la ciudad de Ginebra el 27 de octubre de 1938.